# Personer på danske frimærker
Danmark har udgivet frimærker siden 1851. Den første person på et dansk frimærke var Kong Christian IX.
(Liste fuldført primo 2003. Afbildede personer fuldført medio 2015)
De angivne datoer angiver frimærkets udsendelsesdag, som den kendes fra førstedagskuverter fra ultimo 1941 til 1976.

## A
| Person                              | Dato              | Afbilledet | Motiv, evt. frimærkekunstner og værdi                  |
| ----------------------------------- | ----------------- | ---------- | ------------------------------------------------------ |
| Nicolai Abraham Abildgaard          | 22. november 1984 | Nej        | maleri "Ymer dier koen Ødhumble", 1775                 |
| Peter Christian Abildgaard          | 22. marts 1973    | Ja         | [ 1 ]                                                  |
| Søren Abildgaard                    | 5. november 1998  | Nej        | kobberstik af fossil "Søpindsvin, Stevns Klint", 1759, |
| Absalon                             | 9. oktober 1980   | Ja         | tegning af mønt                                        |
| Alexandrine af Mecklenburg-Schwerin | 11. november 1939 | Ja         | overpris                                               |
| Alexandrine af Mecklenburg-Schwerin | 14. dec. 1940     | Ja         |                                                        |
| Michael Ancher                      | 7. november 1996  | Nej        | maleri "Pigen med solsikkerne", 1889                   |
| H.C. Andersen                       | 1. okt. 1935      | Ja         |                                                        |
| H.C. Andersen                       | 28. august 1975   | Nej        | tegning af Lorenz Frølich til Dyndkongens datter       |
| H.C. Andersen                       | 2. marts 2005     | Ja         | [ 4 ]                                                  |
| Ib Andersen                         | 19. sep. 1991     | Nej        | plakat "DDL Danish Air Lines",                         |
| Mogens Andersen                     | 15. okt. 1998     | Nej        | maleri "Alfa", 1998                                    |
| Dronning Anne-Marie                 | 19. oktober 1950  | Ja         | overpris                                               |

## B
- Otto Bache (17. juni 1976, maleri "Et kobbel heste udenfor en kro", 1878, ikke ham selv)
- Erik Balling (27. august 2008)
- Nina Bang (19. maj 2022, motiv af Thit Thyrring)[6]
- Poul Anker Bech (27. august 2003, maleri "Det forjættede land", 2003, ikke ham selv)
- Bodil Begtrup (19. maj 2022, motiv af Thit Thyrring)[6]
- Wilhelm Bendz (10. november 1994, maleri "Interiør fra Amaliegade med kunsterens brødre Arkiveret 15. februar 2016 hos  Wayback Machine", ca. 1829, ikke ham selv )
- Prinsesse Benedikte (24. august 1964 overpris og 29. april 2014)
- Vitus Bering (27. november 1941)
- Ejler Bille (24. sep. 1987, maleri, ikke ham selv)
- Thorvald Bindesbøll (10. okt. 1996, kunstværker, ikke ham selv)
- Jens Birkemose (25. sep. 2002, maleri "Children's Corner", ikke ham selv)
- Steen Steensen Blicher (26. aug. 1982)
- Karen Blixen (alias Isak Dinesen) (5. maj 1980)
- Niels Bohr (21. november 1963 og 3. oktober 1985)
- Kay Bojesen (11. maj 1989, træfigurer "Soldater", ikke ham selv)
- Victor Borge (8. november 2007)
- August Bournonville (8. nov. 1979, tegning af Henry Heerup, ikke ham selv, og 4. maj 2005)
- Tycho Brahe (14. december 1946 og 18. oktober 1973, illustration af bogen "De Nova Stella", ikke ham selv)
- Georg Brandes (11. november 1971)
- Sven Brasch (19. sep. 1991, plakat "Casino Synderinden", 1924, ikke ham selv)
- Tine Bryld (19. maj 2022, motiv af Thit Thyrring)[6]
- Stig Brøgger (6. maj 1993, maleri, ikke ham selv)
- Thor Bøgelund (6. maj 1993, plakat "Tivoli", ikke ham selv)

## C
- Georg Carstensen (31. august 1962, tegning "Tivoli", ikke ham selv)
- Inger Christensen (19. maj 2022, motiv af Thit Thyrring)[6]
- Povl Christensen (4. maj 1970, tegning "Befrielsen 25 år")
- Christian 4. (1. dec. 1924)
- Christian 5. (8. sep 1983, dokument "Kong Christian den Femtes Danske Lov", ikke ham selv)
- Christian 9. (1904)
- Christian 10. (1913, 1915, 1918-20, 1924, 1925-26, 1927-28, 1930, 1933-34, 1937, 26. september 1942-44, 26. september 1945)
- Franciska Clausen (11. november 1993, maleri, Paris 1929, ikke hende selv)

## D
- Enrico Mylius Dalgas (24. februar 1966)
- Henning Damgaard-Sørensen (27. sep. 2001, billede "Postbillede", ikke ham selv)
- Magrius Otto Sophus Grev Danneskjold-Samsø (1. april 2001)
- Leon Degand (22. sep. 1988, skulptur af Robert Jacobsen, "Homage a Leon Degand Arkiveret 24. juni 2010 hos  Wayback Machine", ikke ham selv)
- Johan Henrik Deuntzer (12. januar 2000)
- Tove Ditlevsen (25. august 2010)
- Carl Theodor Dreyer (28. sep. 1989)

## E
- Caroline Ebbesen (3. oktober 1985 overpris, billedtæppe vævet af Ebbesen, ikke hende selv)
- Christoffer Wilhelm Eckersberg (3. november 1983, perspektivtegning "Et møde på gadehjørnet", ikke ham selv)
- Hans Egede (27. maj 1971)
- Jacob Ellehammer (12. september 1956)
- Erik 7. af Pommern (12. juni 1997)
- Edvard Eriksen (16. februar 1989, skulptur "Den lille Havfrue", 1913, ikke ham selv)

## F
- Martinus William Ferslew (1. april 2001)
- Mathilde Fibiger (25. februar 1971)
- Niels Ryberg Finsen (1. august 1960 og 7. november 2003)
- Ole Fick (14. maj 2003, plakat "Fools 5", 1985, ikke ham selv)
- Wilhelm Freddie (6. maj 1993, plakat "Tivoli", ikke ham selv)
- Frederik 5. (1937 og 3. september 1955)
- Frederik 7. (27. februar 1975)
- Frederik 8. (1907)
- Frederik 9. (17. februar 1948-50, 5. marts 1953, 15. oktober 1953, 11. marts 1959, 18. maj 1961, 10. oktober 1963, 11. marts 1969, 11. marts 1972)
- Frederik 10. (11. december 1969, 26. maj 1986, bryllup 14. maj 2004, 10. januar 2007 overpris)
- Lorenz Frølich (1975).[Kilde mangler]

## G
- Jacob Gade (8. november 1979, tegning af Henry Heerup, ikke af ham selv)
- Vincenzo Galeotti (9. okt. 1986, tegning "Amors og balletmesterens luner", 1786, ikke ham selv )
- Johan Vilhelm Gertner (26. august 1982, maleri udført af Gertner, forestillende Steen Steensen Blicher, 1845, ikke ham selv)
- Harald Giersing (7. nov. 1991, maleri "Dame ved sit toilette", 1907, ikke ham selv)
- Ivar Gjørup (8. oktober 1992, tegning "knus", ikke ham selv)
- N.F.S. Grundtvig (4. maj 1972)

## H
- Vilhelm Hammershøi (18. sep. 1997, maleri "Støvkornenes dans i solstrålerne", 1900, ikke ham selv)
- Constantin Hansen (10. nov. 1989, maleri "En lille pige, Elise Købke, med en kop foran sig", 1850, ikke ham selv)
- Emil Christian Hansen (23. september 1976)
- Vilhelm Hansen (16. januar 2002, tegneserie "Rasmus Klump", ikke ham selv)
- Lis Hartel (19. maj 2022, motiv af Thit Thyrring)[6]
- Hanne Hastrup (16. januar 2002, tegneserie "Cirkeline", ikke hende selv)
- Henry Heerup (25. august 2010)
- Johanne Louise Heiberg (5. september 2012)
- Piet Hein (8. november 2007)
- Osvald Helmuth (2. juni 1999)
- Prins Henrik (9. juni 2004)
- Poul Henningsen (22. august 1991, brugskunst: PH-lampe, ikke ham selv, og 8. november 2007)
- Sys Hindsbo (27. august 2003, maleri "Bæring", ikke hende selv)
- Ludvig Holberg (14. september 1972, tegning "Den politiske kandestøber", ikke ham selv)

## I
- Bernhard Severin Ingemann (24. august 1989)
- Dronning Ingrid (16. april 1941 overpris, 24. maj 1960, 25. oktober 1960 overpris)
- Bodil Ipsen (28. september 1989)
- Pieter Isaacsz (18. februar 1988, maleri "Christian IV", 1611-16, ikke ham selv)

## J
- Arne Jacobsen (8. november 2007)
- Jacob Christian Jacobsen (10. november 1947)
- Robert Jacobsen (7. november 1985, kunstværk, ikke ham selv )
- Georg Jensen (31. august 1966)
- Johannes V. Jensen (22. februar 1973)
- Frantz Christopher von Jessen (1. april 2001)
- Phillip Stein Jönsson (8. oktober 1992, tegneserie "Kærestebrev", ikke ham selv)

## K
- Preben Kaas (2. juni 1999)
- Frans Kannik (25. september 2002, maleri "Maleren og modellen", 2002)
- Søren Kierkegaard (11. november 1955 og 3. marts 2013)
- Per Kirkeby (8. oktober 1992, tegning "Oprettelsen af EF's Indre Marked. Abstrakt kunst", ikke ham selv + 15. oktober 1998, maleri "Dansk efterår", 1998, ikke ham selv)
- Ole Lund Kirkegaard (1. juni 2010, tegning "Orla Frø-Snapper", ikke ham selv)
- Bodil Kjer (27. august 2008)
- Kirsten Klein (15. maj 2002, 4 tegninger "landskabsbilleder", ikke hende selv + 27. marts 2008, 2 fotos "Nordisk mytologi: Mytiske steder", ikke hende selv)
- Thomas Kluge (25. august 1999, maleri "Fire farver", 1999)
- Knud 4. den Hellige (21. maj 1985, gavebrev 1085, 2 stk.)
- Johan Peter Koch (5. maj 1994)
- Christen Kold (29. marts 1966)
- August Krogh (5. maj 1980)
- Axel Johannes Krøyer (15. februar 1990, sølvkande på Kunstindustrimuseet, formentlig omkring 1720, ikke ham selv)
- Peder Severin Krøyer (16. juni 1988, maleri "Industriens mænd", 1903-04, ikke ham selv + 7. november 1996, maleri "Ved frokosten", 1893)
- Christen Købke (10. november 1989, maleri "Parti af den nordre Kastelsbro", ca. 1837, ikke ham selv)

## L
- Inge Lehmann (19. maj 2022, motiv af Thit Thyrring)[6]
- Niels Lergaard (24. august 1995, maleri "Landskab, Gudhjem", 1939, ikke ham selv)
- Jørn Larsen (27. september 2001, maleri "Missus", 2001, ikke ham selv)
- Johan Thomas Lundbye (12. november 1992, maleri "Landskab fra Vejby", 1843, ikke ham selv)
- Vilhelm Lundstrøm (11. november 1993, maleri "Opstilling", 1929, ikke ham selv)

## M
- Peter Madsen  (19. januar 2002, tegneserie/tegnefilm ", tegneserie "Valhalla", ikke ham selv)
- Lise Malinovsky (25. august 1999, maleri "Dreng", 1999, ikke hende selv + 13. juni 2015, maleri "Kvindernes valgret 1915", 2015, ikke hende selv )
- Margrete 1. (12. marts 1992 + 12. juni 1997)
- Margrethe 2. (16. april 1941 overpris, 10. juni 1967, 11. december 1969, 21. februar 1974, 21. marts 1974, 20. marts 1975 og 1992)
- Kronprinsesse Mary (14. maj 2004 + 10. januar 2017 overpris + 10. juni 2012 overpris)
- Wilhelm Marstrand (5. oktober 1984, tegning "Holberg møder en officer og moderjunker", ikke ham selv + 10. november 1994, maleri "Studie af italienerinde og sovende barn", 1841, ikke ham selv.)
- Andrew Mitchell (1990)[kilde mangler]
- Jørgen Mogensen (8. oktober 1992, tegneserie "Poeten og Lillemor", ikke ham selv)
- Flemming Quist Møller (16. januar 2002, tegneserie "Jungledyret Hugo", ikke ham selv)
- Henrik de Monpezat (10. juni 1967, 11. december 1969)
- Bernard Law Montgomery (4. maj 1995)
- Kaj Munk (18. juni 1981, hans barndomshjem Opager på Lolland, ikke ham selv)
- Dea Trier Mørch (25. august 2010)

## N
- Natasja (19. maj 2022, motiv af Thit Thyrring)[6]
- Martin Andersen Nexø (28. august 1969)
- Carsten Niebuhr (4. maj 2011)
- Anne Marie Carl Nielsen (19. maj 2022, motiv af Thit Thyrring)[6]
- Asta Nielsen (9. maj 1996 + 12. januar 2000)
- Carl Nielsen (9. juni 1965)
- Ejnar Nielsen (31. august 1966, maleri udført af Nielsen, forstillende Georg Jensen, ikke ham selv)
- Nielsine Nielsen (19. maj 2022, motiv af Thit Thyrring)[6]
- Margrethe Nørlund (3. oktober 1985. Dobbeltportræt sammen med ægtefællen Niels Bohr)

## O
- Adam Oehlenschläger (4. oktober 1979)

## P
- Dirch Passer (2. juni 1999)
- Carl-Henning Pedersen (9. april 1987, 3 stk., udsmykningen af Ribe Domkirke, ikke af ham selv)
- Niels-Henning Ørsted Pedersen (27. august 2008)
- Vilhelm Pedersen (29. august 1975, tegning "Klodshans", ikke ham selv)
- Kjeld Petersen (2. juni 1999)
- Storm P (23. september 1982)
- Erich Pontoppidan (5. november 1998, tegning af fossil slidssnegl, 1763, ikke ham selv)
- Christian Poulsen (22. august 1991, keramik, ikke ham selv)
- Valdemar Poulsen (20. november 1969, tegning af telegrafon, ikke ham selv)

## R
- Rasmus Rask (5. oktober 1987)
- Halfdan Rasmussen (27. august 2008)
- Helge Refn (7. november 1985, maleri "Skib", ikke ham selv)
- Poul Reichhardt (6. februar 1986 overpris)
- Poul Reumert (12. januar 2000)
- Ole Rømer (25. september 1944)
- Borchardt Rollufsen (9. september 1980, lågkrus udført af Rollufsen, ca. 1641, ikke ham selv)
- Jørgen Ryg (2. juni 1999)

## S
- P.C. Skovgaard (4. maj 1972, tegning "portræt af N.F.S. Grundtvig", ikke ham selv + 12. november 1992, maleri "Ved Halleby Aa", 1847, ikke ham selv)
- Jens Søndergaard (24. august 1995, maleri "Sct. Hans aften", 1955, ikke ham selv)
- Hans Christian Sonne (21. september 1967)
- Nina Sten-Knudsen (27. oktober 2000, maleri "uden titel", 2000, ikke hende selv)
- Niels Stensen (Nicolas Steno) (25. september 1969)
- Fritz Syberg (3. november 1988, maleri "Overkærby Bakke, Vinter 1917", ikke ham selv)

## T
- Hans Tausen (10. august 1936)
- Andreas Thiele (2001)
- Bertel Thorvaldsen (17. november 1938 og 19. november 1970)
- Kurt Trampedach (27. september 2000, tegning "Pegasus", 2000, ikke ham selv)
- Dan Turell (25. august 2010)

## U
- Arne Ungermann (19. september 1991, plakat "Nordisk reklamekongres", 1947, ikke ham selv)

## V
- Valdemar 1. den Store (9. oktober 1980,  tegning af mønt)
- Hanne Varming (13. marts 2002, skulpturen "Pigerne i lufthavnen" ikke hende selv)
- Karen Volf (19. maj 2022, motiv af Thit Thyrring)[6]

## W
- Liva Weel (2. juni 1999)
- Alfred Wegener (5. maj 1994, motiv: Danmark-ekspeditionen 1906-08, ikke ham selv)
- Hans Wegner (22. august 1991, stol designet af Wegner, ikke ham selv, og 15. marts 2014, trebenet skalstol, ikke ham selv)
- Edvard Weie (7. november 1991, maleri "Vej gennem skov", 1932, ikke ham selv)
- Nikoline Werdelin (8. oktober 1992, tegneserie, ikke hende selv)
- Peter Wessel Tordenskiold (10. oktober 1990)
- J.F. Willumsen (18. september 1997, maleri "En bjergbestigerske", 1912, ikke ham selv)
- Bjørn Wiinblad (23. januar 1986, billede, ikke ham selv)
- Niels Winkel (18. august 1988, glasmosaik, ikke ham selv)
- Ole Woldbye (14. maj 2003, fotografi taget af Woldbye, ikke ham selv)
- Ole Worm (18. februar 1988)
- Troels Wörsel (5. maj 1993, maleri, ikke ham selv)

## Ø
- Hans Christian Ørsted (9. marts 1951 og 13. august 1970, tegning "Kompasnål og strømførende ledning", ikke ham selv)